# VTM Kids
VTM Kids, anciennement VTMKzoom, est une chaîne de télévision thématique commerciale privée de la Communauté flamande de Belgique. Elle est spécialement destinée aux enfants. La chaîne a changé de nom le 22 décembre 2018.
VTM Kids appartient au groupe Medialaan.

## Identité visuelle

Logo de VTMKzoom de 2015 au 22 décembre 2018
Logo de VTM Kids de 22 décembre 2018 au 9 janvier 2023

## Programmes

### Productions propres
En 2010 depuis les vacances de Pâques, VTM Kids diffuse des programmes qui lui sont propres, dont certains sont animés par des présentateurs qui n'officient jamais à temps plein. Arne Vanhaecke et Joyce Beullens présentent le journal télévisé Woow!, spécialement destiné à la jeunesse. Ils présentent également l'émission Circo Massimo et, depuis 2012, le concert annuel organisé par la chaîne VtmKzoom Pop.
Le boys band Bandits, l'ancien vainqueur du Concours Eurovision de la chanson junior Ralf Mackenbach et l'artiste Urbanus présentent également leurs propres émissions. Depuis le 1er avril 2012, ils présentent l'émission Jij Kiest! (littéralement : Tu choisis !), qui a pour objectif de dénicher le nouveau visage de la chaîne, aux côtés d'Arne et Joyce.

### Fictions
L'essentiel des programmes diffusés sur VTM Kids sont issus des maisons de productions flamandes Studio 100 (Maya l'abeille, Heidi, Vic le Viking,...), Seamonster et Sultan Sushi.

## Organisation

### Capital
VTM Kids appartient à 100 % au groupe Medialaan.

## VTM Kids +
VTM Kids + est une version numérique de VTM Kids, diffusée 24h/24. VTM Kids + est accessible via le bouton rouge de la télécommande de la télévision numérique.
Depuis le 1er octobre 2009, la chaîne payante pouvait être consultée 24h/24 via Telenet Digital TV. Mais depuis le 23 septembre 2013, la chaîne n'est plus incluse dans les nouveaux forfaits payants de Telenet. Sa disparition est dès lors programmée dans le courant de l'année 2014.